# Felicjan Innocenty Grabski
Felicjan Innocenty Grabski herbu Pomian (ur. ok. 1658, zm. 2 listopada 1737 roku) – podkomorzy łęczycki w latach 1721–1737, chorąży większy łęczycki w latach 1704–1721, podczaszy łęczycki w latach 1702–1704, podstoli łęczycki w latach 1688–1702, pisarz grodzki łęczycki, podstarości i sędzia grodzki łęczycki.
Poseł sejmiku łęczyckiego na sejm zwyczajny 1692/1693 roku. Poseł na sejm 1701 roku i sejm z limity 1701-1702 roku z województwa łęczyckiego. W styczniu 1702 roku podpisał akt pacyfikacji Wielkiego Księstwa Litewskiego. Poseł na sejm 1703 roku z województwa łęczyckiego. Był konsyliarzem i delegatem województwa łęczyckiego w konfederacji sandomierskiej 1704 roku. Deputat na trybunał koronny w 1714.
Podczas sejmu lubelskiego w 1703 roku jako poseł wystąpił przeciw prymasowi Polski Michałowi Stefanowi Radziejowskiemu. Jako poseł województwa łęczyckiego był uczestnikiem Walnej Rady Warszawskiej 1710 roku. Był posłem województwa łęczyckiego na sejm z limity 1719/1720 roku, na sejm 1720, 1722 roku i 1724 roku. Poseł łęczycki na sejm 1729 roku. Był członkiem konfederacji generalnej zawiązanej 27 kwietnia 1733 roku na sejmie konwokacyjnym. Jako deputat podpisał pacta conventa Stanisława Leszczyńskiego w 1733 roku. Poseł na sejm elekcyjny 1733 roku z województwa łęczyckiego. Był konsyliarzem i delegatem województwa łęczyckiego w konfederacji dzikowskiej 1734 roku. Poseł województwa łęczyckiego na sejm nadzwyczajny pacyfikacyjny 1736 roku.